# بتی بروسمر
بتی بروسمر (متولد بتی کلوئه برومر؛ ۶ اوت ۱۹۲۹)، که بعدها با نام متأهل خود بتی ویدر شناخته شد، بدنساز سابق و متخصص آمادگی جسمانی آمریکایی است. در طول دهه ۱۹۵۰، او یک مدل تجاری محبوب و دختر پین آپ بود.
بروسمر در ۶ اوت ۱۹۲۹ در پاسادنا، کالیفرنیا در خانواده اندرو برومر و وندلا آلواریا پیپنگر به دنیا آمد. در سال ۲۰۱۴، او به همراه جو و بن ویدر به تالار مشاهیر ورزشی بین‌المللی معرفی شد.